# Emmanuel Baptist Church
De Emmanuel Baptist Church is een kerkgebouw aan de Kouvenderstraat 135 te Hoensbroek.

## Geschiedenis
Deze baptistische kerkgemeente (gerelateerd aan de Southern Baptist Convention) werd opgericht in 1976 en verzorgt Engelstalige diensten, oorspronkelijk speciaal voor de militairen die werkzaam zijn bij AFCENT in Brunssum. Er was weliswaar reeds een Engelstalige protestantse kerk, dat was de militaire kapel op de basis van AFCENT, welke vanaf 1969 in gebruik was, doch dit werd onvoldoende geacht, reden om een kerkgemeente op te richten, met financiële steun van een verwante kerkgemeenschap in Jurbeke (Baptist International Church).
Men kerkte aanvankelijk in een school van AFCENT, later in een kerk te Kerkrade en in 1985 werd een leegstaande garage te Hoensbroek aangekocht welke als kerkgebouw werd ingericht en sedertdien in gebruik is.
In de loop der jaren evolueerde het genootschap van een louter militaire aangelegenheid tot een plaats waar allerlei Engelstalige personen lid van werden, meestal expats, zakenlieden, studenten, vluchtelingen en dergelijke. Gewoonlijk is hun verblijf in de regio slechts tijdelijk.